# Sobór Ikony Matki Bożej „Wstawienniczka Za Grzesznych” w Szanghaju
Sobór Ikony Matki Bożej „Wstawienniczka Za Grzesznych” w Szanghaju – dawny sobór prawosławny w Szanghaju.
Koncepcja budowy soboru pojawiła się już w 1929, jednak dopiero pod koniec roku 1934, po przybyciu do Chin późniejszego świętego prawosławnego Jana Maksymowicza budowa została ukończona. W swojej architekturze obiekt naśladował częściowo moskiewski sobór Chrystusa Zbawiciela. Prace budowlane rozpoczęto w 1933; kamień węgielny obiektu poświęcił biskup pekiński i chiński Wiktor (Swiatin), zaś współautorem projektu był jego poprzednik na katedrze, zmarły w 1932 Szymon (Winogradow). Projekt ten uszczegółowił rosyjski emigracyjny architekt i malarz J. Lichonos. Łączny koszt budowy obiektu wyniósł 150 tys. dolarów. Sobór mógł pomieścić 2500 wiernych i trzystuosobowy chór. Znaczenie soboru dla Rosjan w Chinach wyraża nadany obiektowi przydomek „Kremla chińskiego prawosławia”.
Cerkiew była czynna do rewolucji kulturalnej. Następnie została zamknięta; w 1956 zmarł ostatni proboszcz działającej przy soborze parafii. Przez dwadzieścia lat w obiekcie znajdował się magazyn. Od 1988 była remontowana jako zabytek architektury. Mimo tego pozostawała własnością restauracji. W 2005 była już opuszczona. Dwa lata później, po staraniach Rosyjskiego Kościoła Prawosławnego na rzecz ponownego otwarcia cerkwi lub umieszczenia w niej instytucji kulturalnej, rozpoczęły się prace nad adaptacją budynku na muzeum historyczne. W czasie badań zdewastowanego obiektu okazało się, że pod warstwą gipsu zachowała się część oryginalnej dekoracji malarskiej (osiem postaci świętych proroków starotestamentowych oraz Trójca Święta w wewnętrznej części bębna największej kopuły). Ikonograf Zadorożny uzupełnił te freski w celu rekonstrukcji oryginalnego wyglądu wnętrza.